# Bruno Wioska
Bruno Wioska (ur. 1944 w Mysłowicach) – polski pisarz i malarz.

## Edukacja i kariera zawodowa
W 1971 r. ukończył studia na Wydziale Grafiki krakowskiej Akademii Sztuk Pięknych w Katowicach, uzyskując tytuł magistra sztuki. Po ukończeniu studiów zatrudnił się w Tygodniku "Panorama" jako starszy grafik, gdzie pracował do 1977 roku. W latach 1982 do 1986 kierował działem graficznym tygodnika "Tak i Nie" – był współzałożycielem pisma – przy Śląskim Wydawnictwie Prasowym. W roku 1987 wyemigrował do Niemiec i zamieszkał w Vettelhoven koło Bonn. Prace rozpoczął jako grafik-designer-manager w BUND (Bund für Umwelt und Naturschutz Deutschland), odpowiedniku polskiej Ligi Ochrony Przyrody. W 1995 założył własne Studio-Design; nadal współpracował z BUND i "EURONATUR" oraz bońskim dziennikiem "General Anzeiger". Był członkiem BDG – Bund Deutscher Grafik-Designer.
Od 1999 roku jest członkiem BBK Bonn (stowarzyszenie artystów plastyków), którego przez dwie kadencje był członkiem zarządu. Jest prezesem Stowarzyszenia Kultury "Ars Porta international e.V." o statucie stowarzyszenia wyższej użyteczności, które sam założył.

## Dorobek literacki
Jest autorem powieści i opowiadań. W swoim dorobku literackim ma siedem wydanych książek:
- Rowerem na koniec świata[2]. (podróżnicza),
- Wir Leonarda da Vinci (sensacyjna), wydawnictwo Sowa, 2013, ISBN 978-1-370-15404-3[3][2];
- Okowy zmysłów cz.1 (ezoteryczna) wyd. Sowa, 2015, ISBN 978-83-937756-7-5
- Menorah (sensacyjna), wyd. Communications4You Sp. z o.o., 2015  ISBN 0788393775 620
- Z ziemi polskiej do włoskiej. Podróżnicza, ISBN 9788394906319
- Niesamowite i erotyczne przygody niejakiego Kowalika, (opowiadania) ISBN 978-1-370-68987-3
- III powrót. Fantastyczne przygodowe podróże... (powieść o reinkarnacji) ISBN 978-83-949063-3-7

Okowy zmysłów ukazały się drukiem pod niemieckim tytułem "Das Geheimnis der Kammer Sibylle.

### Wystawy indywidualne[2]
W ciągu 6 lat zorganizował ponad 50 wystaw.
- 2005 – Bundespresseamt, Bonn – "Blisko natury";
- 2007 – Villa IGNIS, Kolonia, wystawa fotografii – „Widziane w chmurach”;
- 2009 – „Retrospektywy” w Galerie Ars Porta international, Remagen;
- 2012 – DK Galeria, Rybnik oraz Koło k/Poznania – „Dwoistość”;
- 2011 – Galeria "Fine modern art", Kolonia i w Glaspavillon w Rheinbach – „Dwoistość”
- 2016 – Galeria DK, Myślenice – „Dwoistość”;
- 2017 – Galeria NDK, Nowogard – „Dwoistość”;
- 2019 – Muzeum Miasta Mysłowice – Dwoistość

### Wystawy zbiorowe
Od roku 2000 brał udział w ponad sześćdziesięciu wystawach. Ważniejsze wystawy po 2010:
- 2011 – "Undeniable Tendencies" w Century Art Gallery, Nowy Jork;
- 2012 – w DK Galeria, Rybnik – wystawa zbiorowa Ars Porta;
- 2012 – WAG Galery, Nowy Jork;
- 2012 – Montecatini, Toskania – "Arte & Integrazione I";
- 2013 – Buggiano, Toskania,"Arte & Integrazione I" Internationale Ausstellung in Toscana;
- 2013 – Międzynarodowa Wystawa w Rheinbach – "Arte & Integrazione II"[5];
- 2013 – "Sztafeta generacji" (cykl wystaw, absolwentów ASP Kraków/Katowice, który trwał od lipca do czerwca 2014 r.w miastach: Gütersloh, Köln, Hilpolstein, Regensburg, Hamburg, Berlin, Saarbrücken;
- 2013 – "Farbfinder" w poszukiwaniu koloru, Rheinbach GLaspavillon;
- 2014 – Dualität – Wystawa w Galerii Rathaus Ringen;
- 2015 – Wystawa Fotografii pt. "VETTELHOVEN" w Grafschaft – Kaiserhalle;
- 2016 – Myślenice, Międzynarodowa Wystawa pt. "Radośnie o Polsce";
- 2017 – Nowogard, Międzynarodowa Wystawa poplenerowa "Lato z muzami".
- 2019 – Wystawa poplenerowa – Grafschaft

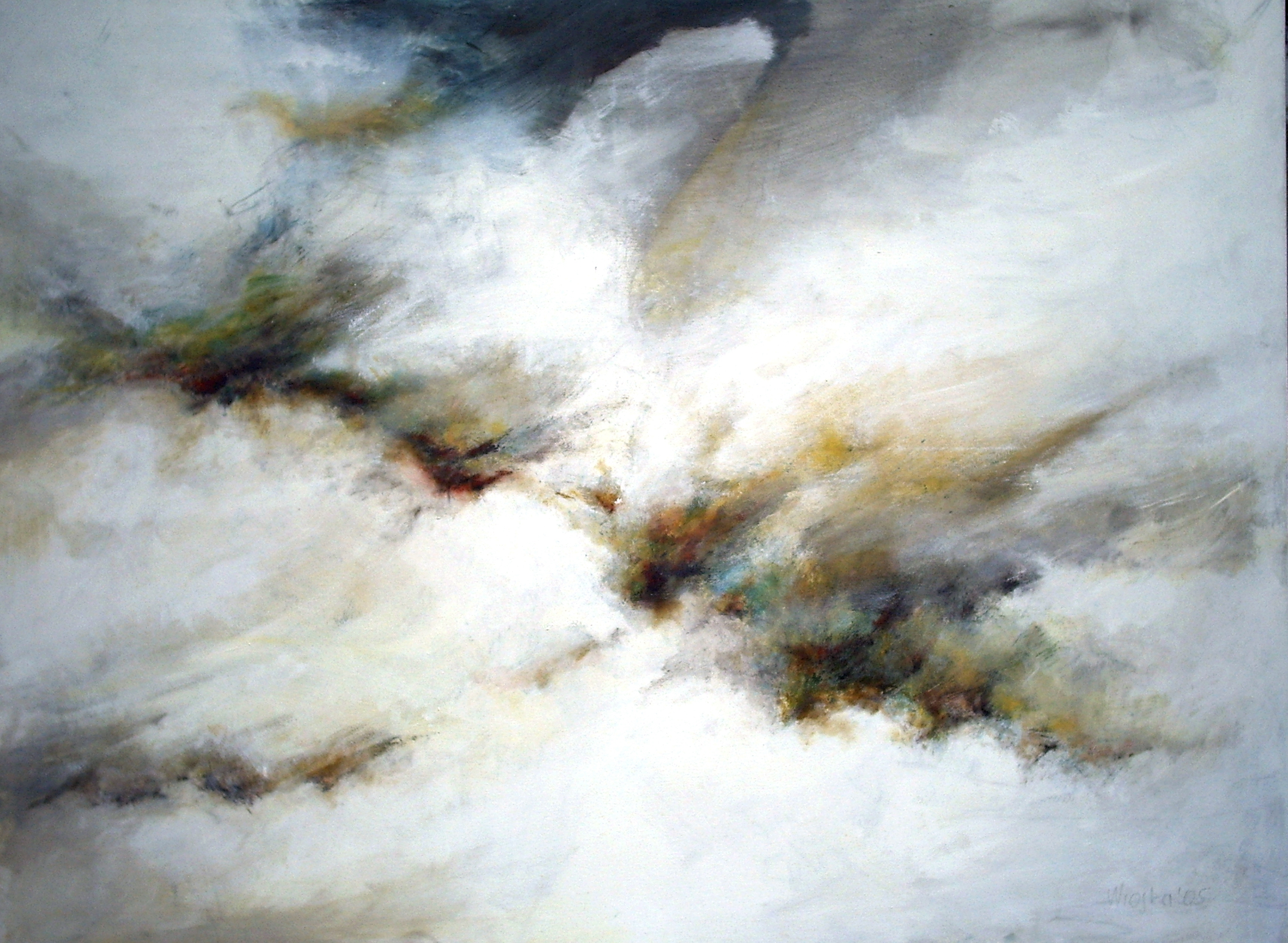
3 Bez Tytułu
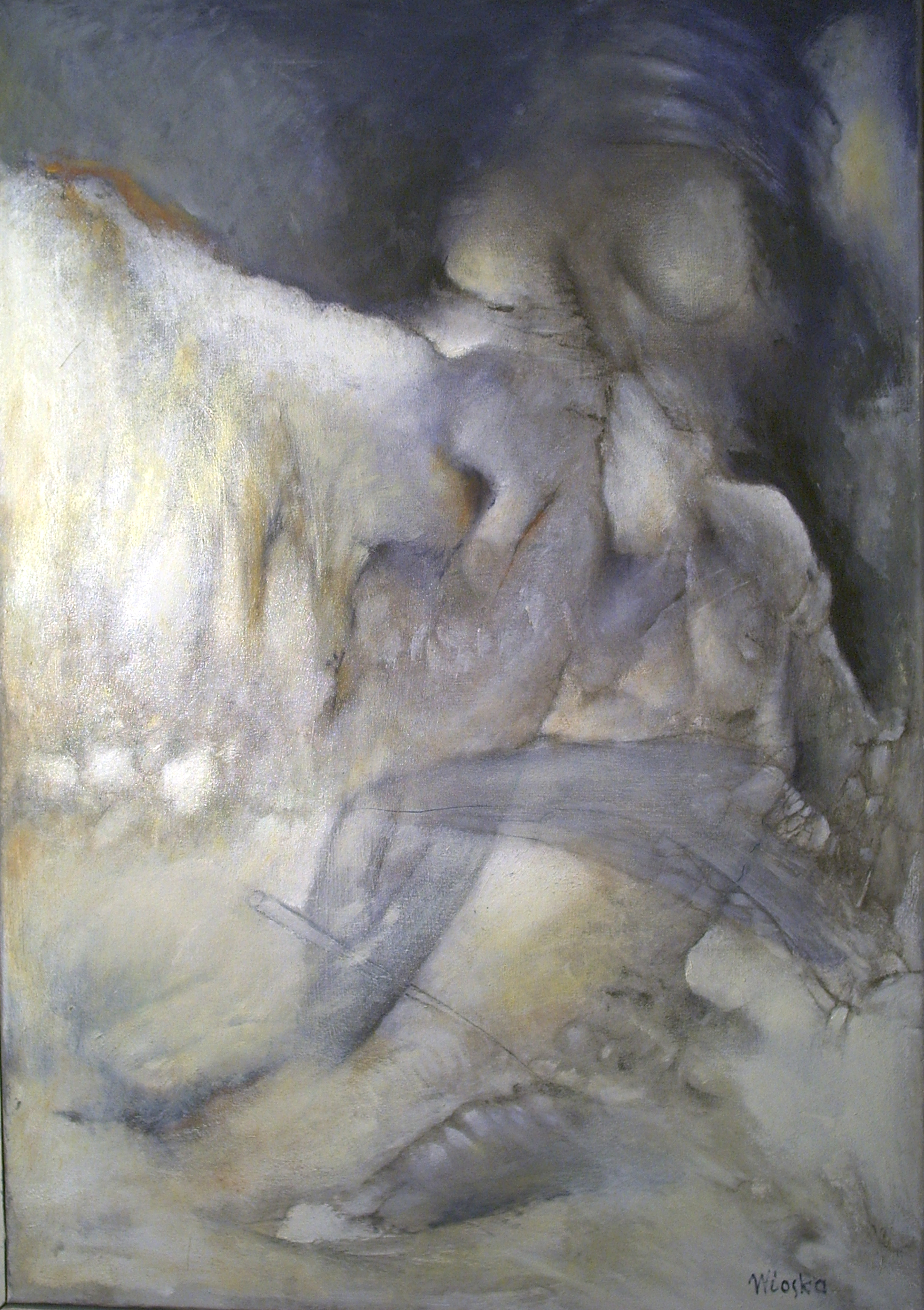
4 Bez Tytułu
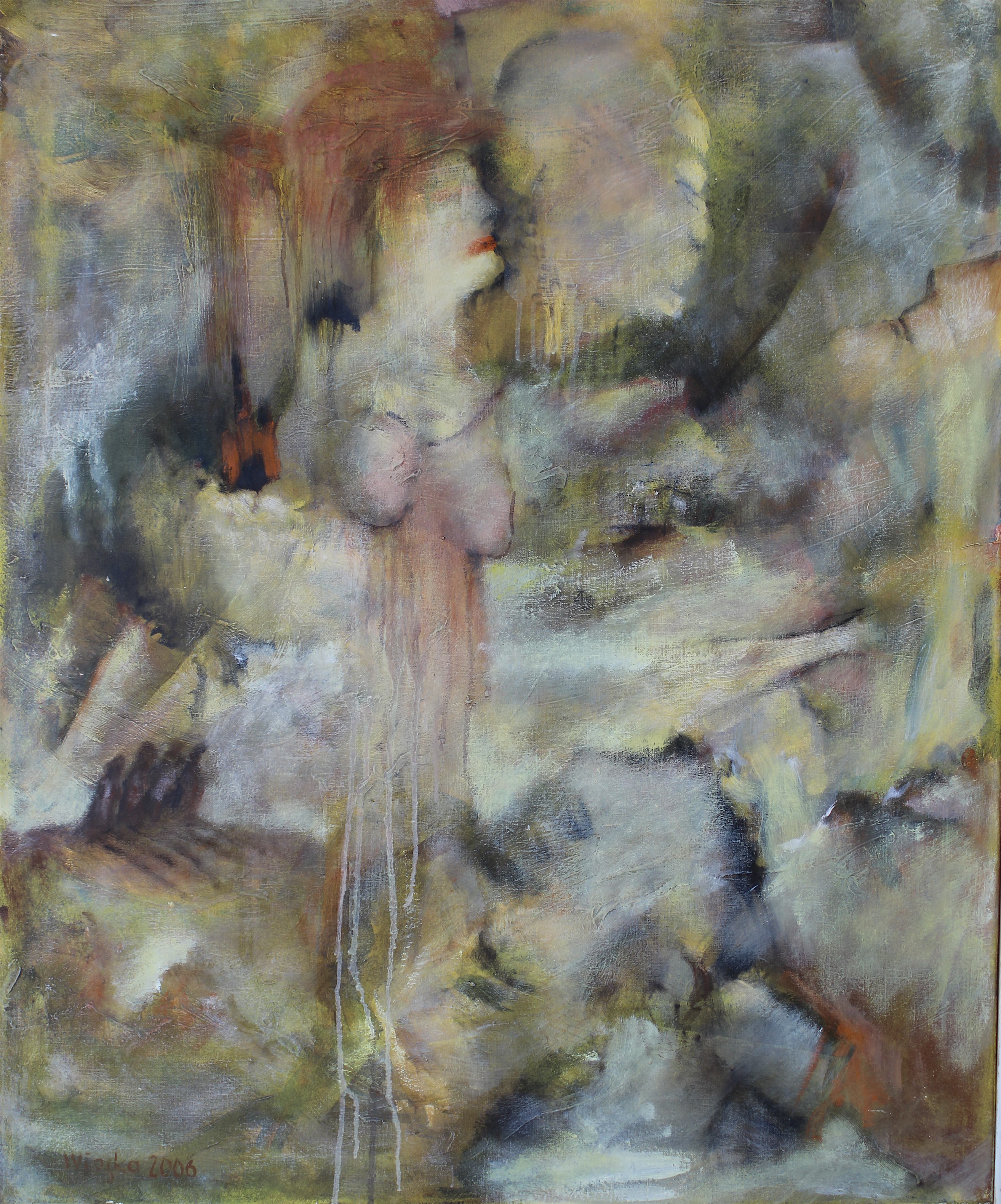
6 Bez Tytułu